# Pine Creek (Australia)
Pine Creek – miejscowość na obszarze Terytorium Północnego w Australii, w odległości 226 km na południe od Darwin. Pine Creek położona jest przy skrzyżowaniu dróg Stuart Highway i  Kakadu Highway. 
W roku 1871, pracownicy linii telegraficznej odkryli złoto. W szczytowym okresie gorączki złota w Pine Creek (1890), miejscowość liczyła około 3000 osób.